# Alberto Montenegro
Alberto Montenegro (Barcelona, 1979) és un periodista i 'speaker' d'esdeveniments esportius català.
Amb vint-i-un anys començà fent d'speaker en competicions de waterpolo. El 2003 fou l'home del micròfon al Campionat del Món de natació de Barcelona. Amb els anys, qui fou també corredor de mitges maratons, es convertí amb un dels 'speakers' d'esdeveniments esportius més populars de Catalunya, arribant a participar en la presentació d'esdevenioments esportius de tota mena, també arreu de l'Estat espanyol, des de partits de handbol o de hokey, fins a triatlons i infinitat de proves i competicions atlètiques, entre els quals la presentació la Cursa de la Mercè en totes les seves edicions entre els anys 2011 i 2019, o la mateixa Marató de Barcelona en la presentació de la qual ha participat ininterrumpudament entre el 2006 i el 2019. Entre les anèctodes que s'ha trobat durant la seva trajectòria es troben la petició de boda a corredors al creuar la meta després d'una competició esportiva.